# Llandudno
Llandudno je přímořské město na severu Walesu v hrabství Conwy na poloostrově Creuddyn, který vbíhá do Irského moře. Podle sčítání obyvatel v roce 2011 zde žilo 20 701 lidí. Název dostalo podle svého patrona, svatého Tudna.
Llandudno bylo jedním z nemnoha viktoriánských přímořských měst, která byla speciálně postavená jako prázdninová letoviska a v současnosti je největším přímořským letoviskem ve Walesu. Nachází se zde 700 metrů dlouhé molo z roku 1877, které je zároveň nejdelším molem ve Walesu a je zařazeno do druhého stupně chráněných budov listed building. U města se nachází vápencový útvar Great Orme.
Okolo města prochází pobřežní železnice severního Walesu, na které je zřízena odbočná železniční stanice Cyffordd Llandudno/Llandudno Junction. Z ní vede do městského nádraží odbočná trať a opačným směrem, na jih, odbočuje trať do města Blaenau Ffestiniog.

## Historie
Llandudno se po stovky let vyvíjelo z osad z doby kamenné, bronzové a železné na vápencovém výběžku, mořeplavcům známém pod jménem Great Orme, lidem na pevnině jako poloostrov Creuddyn. Ve středověku se na poloostrově nacházely tři osady - Y Gogarth na jihozápadě, Y Cyngreawdr na severu (s farním kostelem Sv. Tudna) a Yr Wyddfid na jihovýchodě. První písemné zmínky pochází z roku 1284, kdy král Eduard I. věnoval bangorskému biskupovi Anianovi panství Gogarth, které zahrnovalo tyto tři osady. 
Do roku 1847 se město rozrostlo na tisíc obyvatel, kterým sloužil nový kostel svatého Jiřího, postavený v roce 1840. Většina mužů pracovala v měděných dolech, další se živili rybolovem nebo zemědělstvím.
V roce 1848 architekt Owen Williams představil Lordu Mostynovi plány, jak z bažin za zátokou Llandudna vybudovat prázdninové letovisko. Lord Mostyn z nich byl nadšený a vliv Mostyn Estate byl pro následující rozvoj Llandudna zásadní. Mezi lety 1857 a 1677 byla pod dohledem architekta George Feltona postavena většina centra města. Také se ujal architektonických návrhů, včetně návrhu a realizace kostela Nejsvětější Trojice.

## Památky a turistické zajímavosti

### Molo

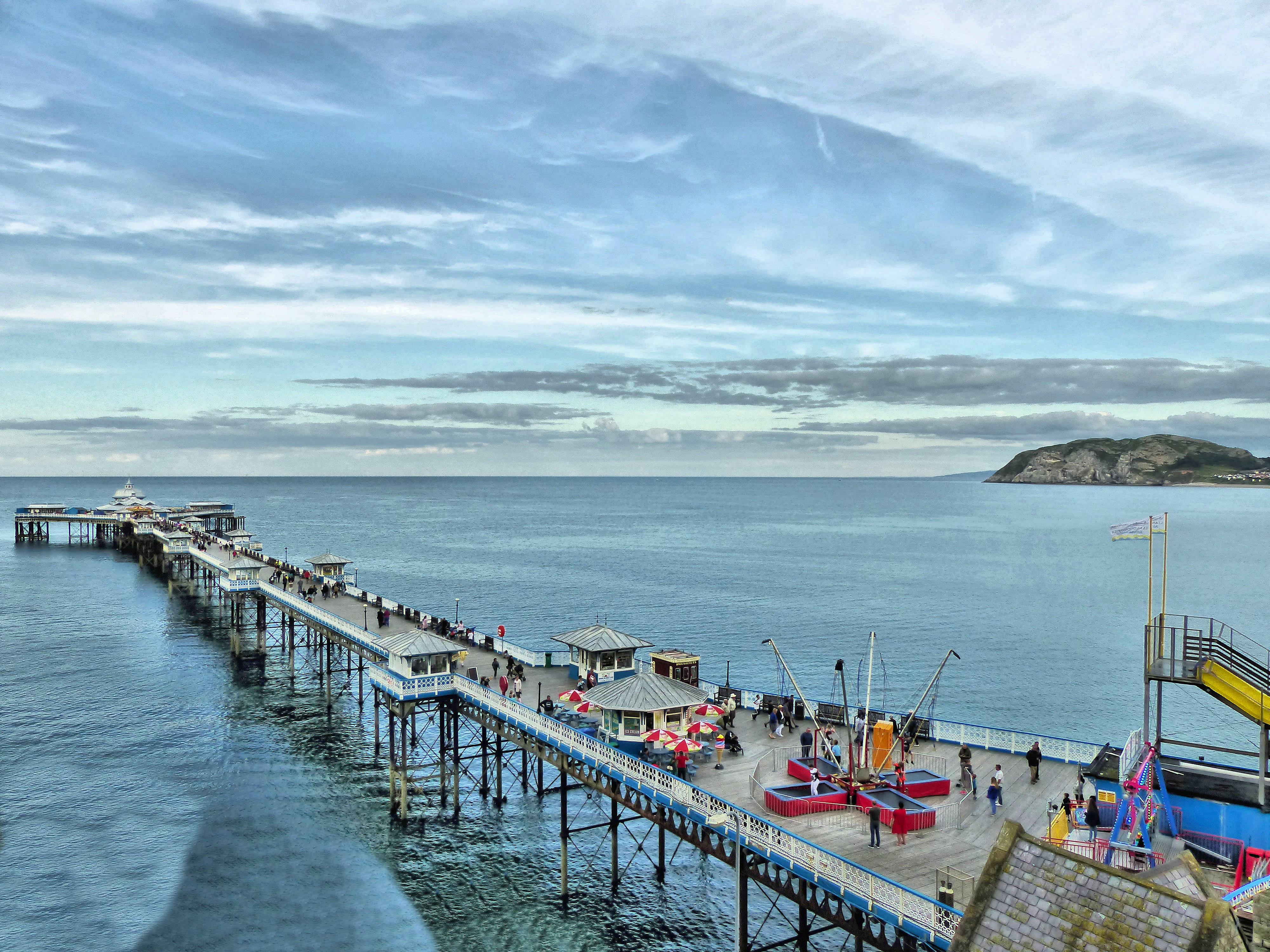
Pohled na molo shora

Molo v Llandudnu je se svými 700 m nejdelším molem ve Walesu a pátým nejdelším v Anglii a Walesu. Původní molo zde bylo otevřeno v roce 1858, mělo pouze 74 metrů a stálo na 16 dřevěných kůlech.  Bylo krátké, protože majitelé měli v hlavě mnohem ambicióznější plány postavit v Llandudnu významný přístav. Ty jim ale zhatila bouře, která přišla o rok později 25. října 1859 a celé molo zničila. Bouře si vyžádala přes 800 životů a zničila více než 200 lodí. 
Molo bylo poté opraveno a používalo se dalších 16 let, bylo však příliš krátké a mohly jej využívat pouze parní lodě při přílivu.
Současné molo, postavené na železných pilířích, bylo pro veřejnost otevřeno 1. srpna 1877.  Tehdy mělo molo jen jeden vstup, poblíž Happy Valley Road. V roce 1884 bylo prodlouženo k promenádě na North Parade.  V současné podobě má molo dva vstupy, čímž je velmi neobvyklé. Mezi těmito vstupy se nachází Grand Hotel.

### Great Orme

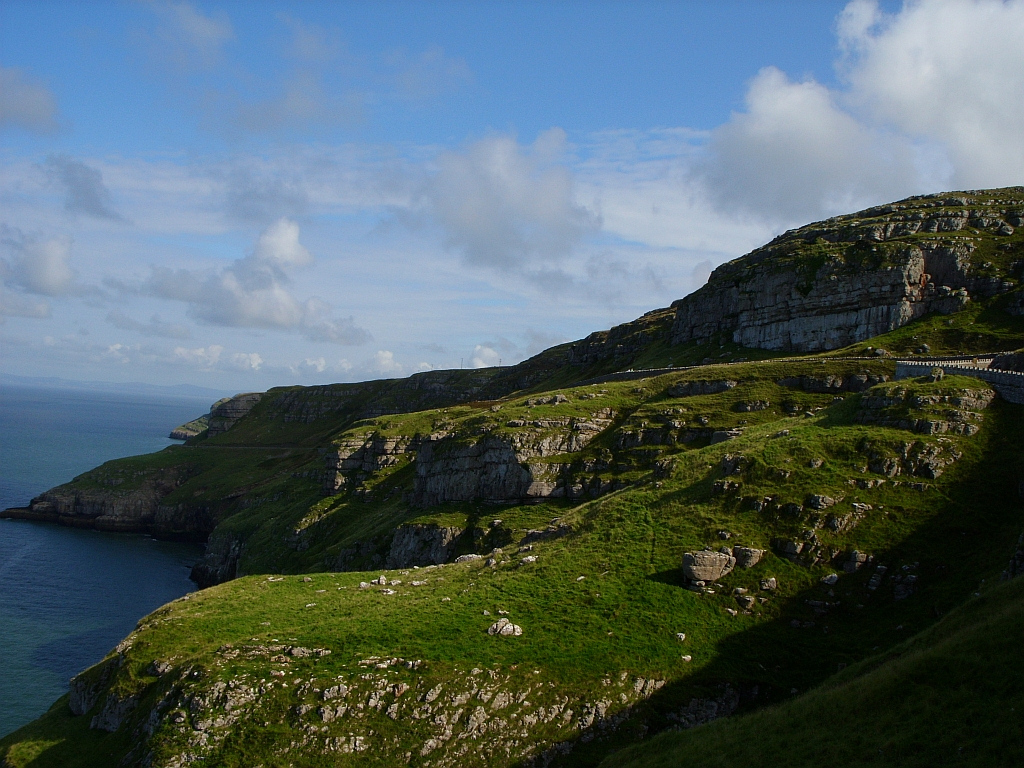
Výhled na Great Orme

Great Orme (Y Gogarth) je vápencový výběžek, nacházející se nad městem. Jeho název pochází z označení pro mořského hada ve staré severštině. Little Orme, menší, ale velmi podobný výběžek, se nachází na východní straně zálivu.
Great Orme je domovem několika velkých stád kašmírských koz, potomků koz, které Lordu Mostynovi věnovala královna Viktorie. Na skalách roste druh skalníku (Cotoneaster cambricus), který je možné nalézt pouze na Great Orme. Strmé vápencové útesy poskytují ideální podmínky pro hnízdění rozličným druhům mořských ptáků, například kormoránům, alkounům, alkám, papuchalkům, buřňákům a různým druhům racků.
Vrchol Great Orme se nachází ve výšce 207 m n. m. Díky tramvajové a lanové dráze se mohou turisté dostat až na vrchol. Summit Hotel, ze kterého je dnes turistický cíl, byl kdysi domovem mistra světa v boxu ve střední váze Randolpha Turpina.

### Kostel sv. Tudna

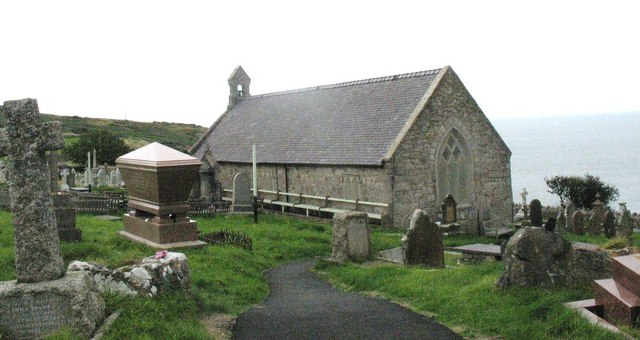
Kostel sv. Tudna

Historický farní kostel zasvěcený svatému Tudnovi stojí v kotlině poblíž severního bodu Great Orme, tři kilometry od dnešního města. Tudno, mnich z 6. století, jej založil jako modlitebnu. Budova dnešního kostela pochází z 12. století. Je využíván jednou měsíčně pro nedělní mši a během letních měsíců zde probíhají nedělní ranní mše pod širým nebem. Anglikánským farním kostelem Llandudna byl do roku 1862, kdy tento status získal kostel svatého Jiřího a později kostel Nejsvětější trojice v Mostyn Street.

## Kultura
Llandudno v letech 1864, 1896 a 1963 hostilo velšský kulturní festival National Eisteddfod. Moderní historie tohoto festivalu literatury, hudby a uměleckých vystoupení se datuje od roku 1861. 
Galerie moderního umění MOSTYN, původně nazývaná Oriel Mostyn (velšsky „Galerie Mostyn”), se nachází ve Vaughan Street vedle pošty. Byla postavena v roce 1901 pro sbírku umění Lady Augusty Mostynové. V roce 1914 byla zabavena pro potřeby armády, později se z ní stalo skladiště. Od roku 1979 funguje opět jako galerie, prošla rozsáhlou rekonstrukcí a v roce 2010 byla přejmenována na MOSTYN.

### Odkazy v kultuře

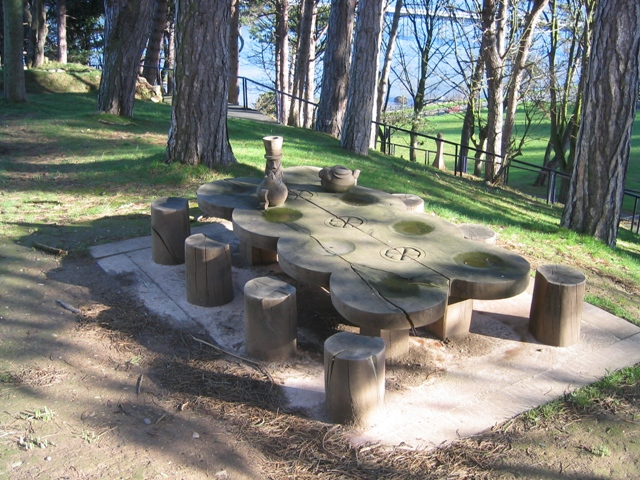
Kloboučníkův čajový dýchánek. Happy Valley, Llandudno

## Stanice záchranných člunů

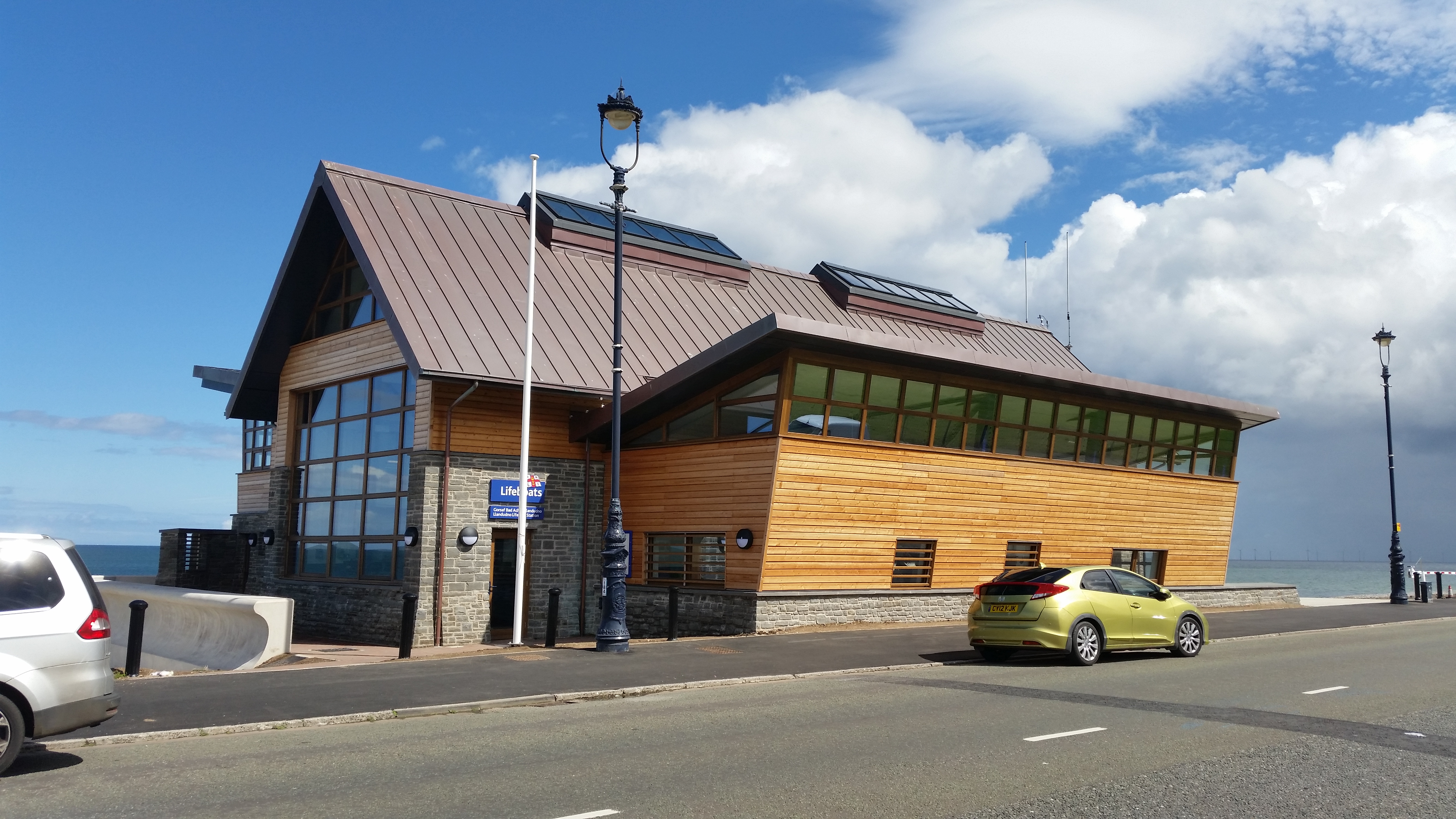
Nová stanice z roku 2017